# 祝原涼介
祝原 涼介（いわいはら りょうすけ、1996年10月6日 - ）は、ジャパンラグビーリーグワン横浜キヤノンイーグルスに所属するラグビー選手。

## 来歴
福岡県福岡市出身。3歳から筑紫丘RCジュニアスクールでラグビーを始めた。小学6年で神奈川に引っ越し、中学ではバスケットボール部に所属しながら、田園ラグビースクールでも競技を続けた。
桐蔭学園高校高校に進学し、2年時には花園（全国高等学校ラグビーフットボール大会）の決勝に進んだ。
2015年、明治大学に入学。同年、ジュニア・ジャパンに選ばれワールドラグビーパシフィックチャレンジに出場。
2016年、U20日本代表に選ばれ、ワールドラグビーU20チャンピオンシップに出場した。
2018年、明治大学ラグビー部のFWリーダーに就任した。
2019年、サントリーサンゴリアス（現・東京サントリーサンゴリアス）に加入。
2020年1月12日にジャパンラグビートップリーグ第1節東芝ブレイブルーパス戦に先発出場で公式戦初出場を果たす。
2023年、横浜キヤノンイーグルスに加入。